# Argopteron aureipennis
Argopteron aureipennis är en fjärilsart som beskrevs av Blanchard 1852. Argopteron aureipennis ingår i släktet Argopteron och familjen tjockhuvuden. Inga underarter finns listade i Catalogue of Life.